# 伊達村幸
伊達 村幸（だて むらゆき）は、江戸時代中期の仙台藩一門第五席・登米伊達家第10代当主。

## 生涯
安永6年（1777年）、登米伊達家第9代当主・伊達村良の次男として生まれる。幼名は辰之輔。兄の村資は庶子であったため、この翌年に伯父・村隆が当主の一関藩田村氏を継ぎ、これによって辰之輔が嫡子となった。
天明6年（1787年）12月、父・村良の死去により家督相続し、登米邑主となる。従兄で仙台藩主の伊達重村より偏諱を賜って村幸に改名。
寛政8年（1796年）7月、新たに藩主となった重村の次男・伊達斉村が就任6年目にして死去した際に、世子周宗の補佐を託される。寛政9年（1797年）、農民が蜂起し仙台城下に迫った際に、奉行（家老）中村景貞が、大番頭石田準直（のりなお）に大小砲を用いて鎮圧するよう命じた。村幸は、領民に兵器を用いる愚を説いて、これを阻止した。寛政12年（1800年）9月、先々代藩主重村公女灌子と結婚。
享和3年（1803年）11月9日、死去。享年27。家督は実弟の幸充（宗充）が相続した。正室灌子（順孝院）は落飾し、文政4年（1821年）7月24日、35歳で没した。

## 偏諱を与えた人物
- 伊達幸充（実弟、次代当主、のち宗充に改名）